# Synagoge (Tartu)

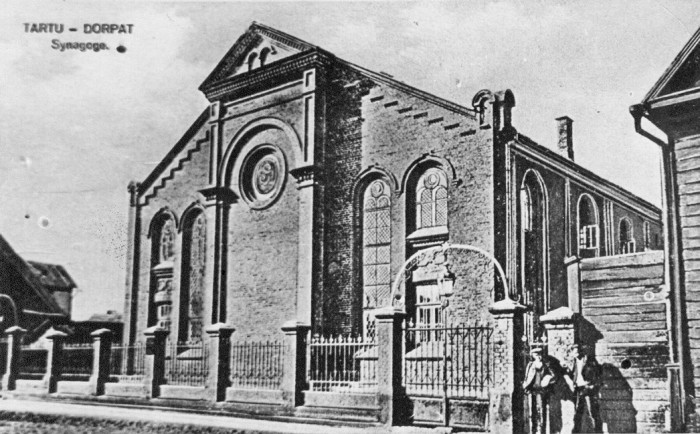
Die Synagoge in Tartu auf einer Postkarte, Anfang des 20. Jahrhunderts

Die Synagoge in Tartu (deutsch Dorpat), einer Stadt in Estland, wurde von 1899 bis 1902 errichtet. Die 1944 zerstörte Synagoge stand in der Turu Straße. Sie wurde im neuromanischen Stil nach Plänen des Architekten Robert Pohlmann (* 1868) aus Dorpat errichtet. 
Durch den Überfall auf die Sowjetunion vom 22. Juni 1941 kam das gesamte Gebiet Estlands in den Machtbereich des nationalsozialistischen Deutschlands. Vor der heranrückenden deutschen Armee gelang etwa 75 % der jüdischen Bevölkerung Estlands die Flucht in die Sowjetunion oder nach Finnland. Fast alle Juden, die in Estland blieben, wurden bis Ende 1941 von den Nationalsozialisten ermordet.